# عنبر (مسجدسلیمان)
عنبر شهری از توابع بخش عنبر شهرستان مسجدسلیمان در استان خوزستان است.
این شهر در ۲۲ مردادماه ۹۸ از روستا به شهر ارتقاء یافت.

## مردم
مردم این شهر به زبان لری بختیاری سخن می گویند.

## جمعیت
این شهر در بخش عنبرو مرکز بخش عنبر قرار دارد و براساس سرشماری مرکز آمار ایران در سال ۱۳۸۵، جمعیت آن ۳۷۲ نفر (۷۶خانوار) بوده‌است.